# ATP-toernooi van Kitzbühel
Het ATP-toernooi van Kitzbühel (met de officiële naam Generali Open) is een jaarlijks terugkerend tennistoernooi voor mannen dat sinds 1945 wordt gehouden, uitgezonderd in 2010. Het eerste professionele toernooi werd in 1971 georganiseerd met een prijzengeld van 25.000 dollar. Het toernooi wordt gespeeld op de gravelbanen van de Kitzbüheler Tennis Club in Kitzbühel, Oostenrijk. Het toernooi dat onder auspiciën staat van de ATP, valt sinds 2009 onder de categorie "ATP Tour 250". Anno 2023 is het toernooi toe aan de 79e editie. 
Het toernooi wordt vanaf 2011 georganiseerd in het drie/vier weken durende blok van Europese graveltoernooien na Wimbledon in juli/augustus. Het toernooi van Kitzbühel stond vanaf 2011 altijd gepland in de laatste week van dit blok. In 2009 vond het toernooi eenmalig plaats in de week voor Roland Garros. Van 1945 tot en met 2008 vond het toernooi ook altijd plaats in de periode juli/augustus na Wimbledon. Eens in de vier jaren moet het tennistoernooi op de Olympische Zomerspelen worden ingepast in de drukke ATP-kalender. De Olympische Zomerspelen vinden altijd plaats rond de periode dat het ATP-toernooi van Kitzbühel plaatsvindt met als gevolg dat het toernooi in die jaren dikwijls moet worden verschoven. In 2021 vond het toernooi zelfs plaats in dezelfde week als de Olympische Zomerspelen van Tokio, maar lukte het de organisatie toch om een aardig deelnemersveld op de been te brengen. In het olympische jaar 2016 werd het toernooi één week naar voren geschoven, waardoor Kitzbühel moest concurreren met 3 andere toernooien. 
Vanaf de editie van 2009 eindigt het toernooi standaard op zaterdag. Daarvoor eindigde het toernooi op zondag.
Recordwinnaar is de Argentijn Guillermo Vilas met vier titels. De Nederlander Robin Haase wist het toernooi in 2011 en 2012 te winnen. Haase voelt zich door de hoogte (762 m.ü.A) van het alpenstadje Kitzbühel, erg prettig op dit toernooi. De Belg David Goffin wist het toernooi in 2014 op zijn naam te schrijven.

## Format
Sinds 1976 wordt het toernooi gespeeld in het "best-of-three" setformat met een tiebreak bij 6-6 in de set. Van 1976-1980, 1986-2003 en van 2005-2006 werd de finale wel gespeeld over "best-of-five" sets (met tiebreak). Tot 1976 werden alle finales over best-of-five sets gespeeld. Per editie verschilde het aantal rondes dat in "best-of-five" format werd gespeeld. Tot 1971 (en in 1975) werden alle sets zonder tiebreak gespeeld, maar moest een set met 2 games verschil gewonnen worden.

## Locatie / stadion
Het toernooi wordt gespeeld op de banen van de Kitzbüheler Tennis Club. De club heeft zeven gravelbanen. De belangrijkste banen zijn het Kitzbühel Center Court met 5.400 zitplaatsen (voorheen respectievelijk 5.800, 6.000, 6.400 en 7000), de Grand Stand met 800 zitplaatsen en het Dieter Küchenmeister Court met 600 zitplaatsen. Het Grand Stand, het Dieter Küchenmeister Court en de overige vier tennisbanen liggen op 200 meter afstand van het Center Court.
Het huidige Kitzbüheler Tennisstadion am Kapserfeld (ook wel Kitzbühel Center Court genoemd) is geopend in 1991. Het stadion is eigendom van de stad Kitzbühel. Het stadion had destijds een capaciteit van 7.000 zitplaatsen. In 2016 werd een verbouwing van het Centre Court aangekondigd. De bovenste rijen van de westtribune zouden vervangen worden, door een 800 vierkante meter VIP-gebied, hierdoor zouden 400 zitplaatsen verloren gaan. Deze verbouwing zou vier/vijf miljoen euro kosten. Verder stond in de planning dat er een nieuwe Grandstand gebouwd zou worden aan de rechterkant van het stadion met mobiele tribunes voor 1.500 tot 2.000 toeschouwers, zodat alle banen gecentreerd op hetzelfde terrein bijeen zouden liggen. Deze grote renovatie zou uiteindelijk niet doorgaan, er werd besloten het stadion stapsgewijs te gaan renoveren.
Allereerst werd er in 2019 en 2020 een uitgebreide schaduwoplossing gebouwd op de oosttribune en werden er verbeteringen aangebracht voor de live tv-uitzendingen. Voor de editie van 2021 zijn er 500 zitplaatsen op de zuidtribune vernieuwd, een investering van rond de 55.000 euro. Voor de editie van 2023 heeft tennisbaanbouwer Hans Tikale uit Korneuburg met zijn team de gravelbaan op het centercourt compleet vernieuwd inclusief nieuwe afvoergoten voor de waterafvoer. Ook de lichtmasten werden deels vernieuwd en vervangen voor LED-verlichting. Er kan vanaf 2023 voor het eerst in de geschiedenis worden doorgespeeld met verlichting bij invallende duisternis. In totaal is er in 2023 voor 200.000 euro geïnvesteerd.
Het Dieter Küchenmeister Court is vernoemd naar Hellmuth Dieter Küchenmeister, die van 1954 tot en met 2004 toernooidirecteur was.
Het oude Center Court deed dienst van 1973 tot 1993. Dit Center Court bestond uit houten tribunes. 

## Geschiedenis

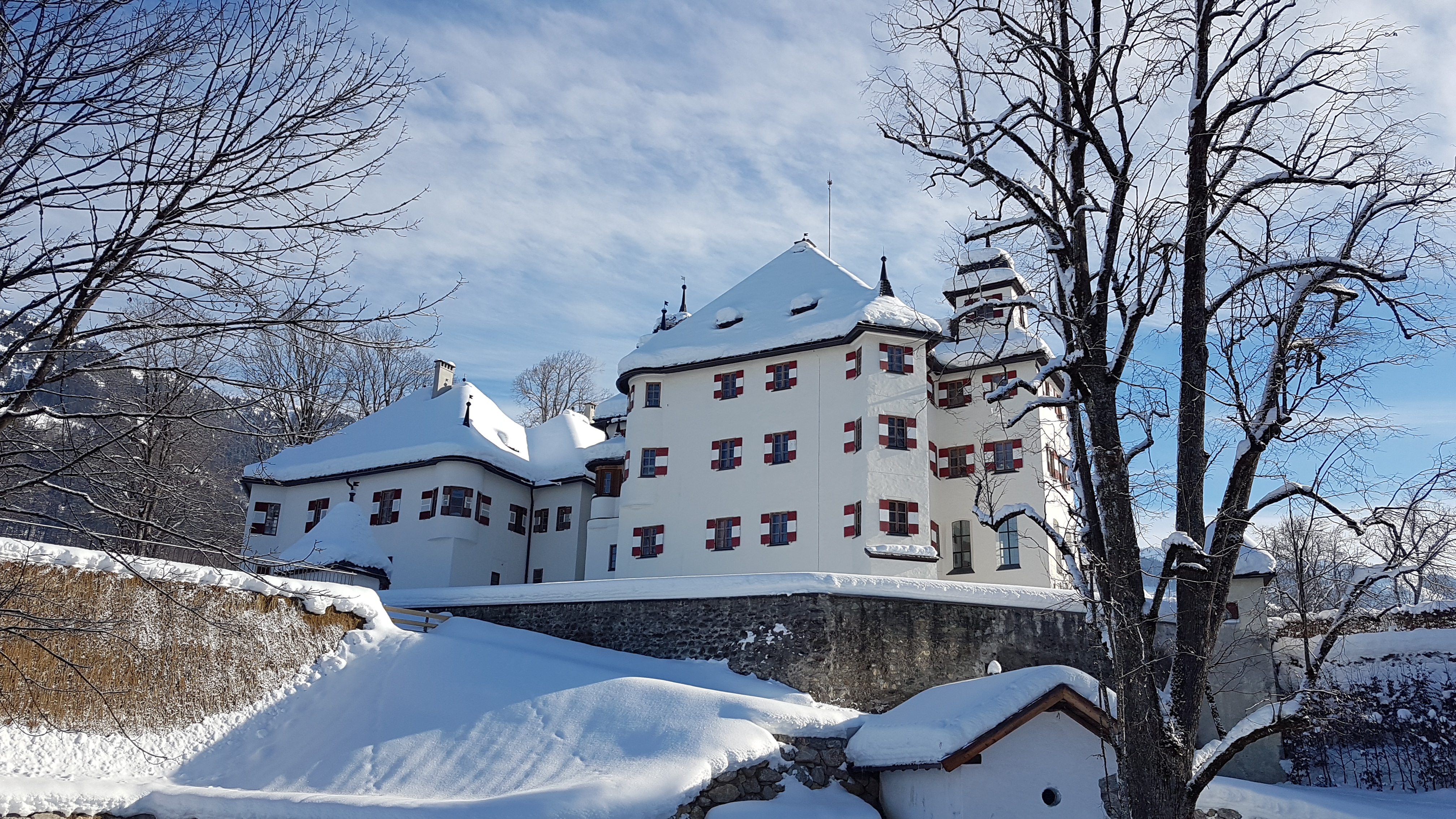
Kasteel „Schloss Kaps” (anno 2019), waar binnen een afstand van 850 meter het tennispark is ontstaan.

Uit de oudste bekende oorkonde blijkt dat er al in het jaar 1889 een tennistoernooi plaatsvond in de stad Kitzbühel. Rond het jaar 1900 ontstond er een tennisbaan bij de paardenrenbaan 'am Rennfeld', in de zomer werd de tennisplaats aan tennisspelers verpacht. Tegen 1920 werd er in het park van 'Hotel Schloss Kaps' een betonnen tennisbaan aangelegd. In 1925 werd er een tennisbaan aangelegd bij de 'Kapper Brücke', op de plaats waar heden ten dage de Kitzbüheler Tennis Club gevestigd is. In 1929/30 volgde een tennisplaats op de Hahnenkamm. Later volgde ook tennisbanen bij Hotel Reischhof (1930), Hotel Weißes Rößl (1935) en bij het Grand-Hotel.  
Uit de teruggevonden bronnen blijkt dat in het jaar 1912 de „8. Lawn-Tennis-Turniers” plaatsvond in Kitzbühel. Vanaf 1926 organiseerde de „Kitzbüheler Sporting Club” regelmatig toernooien. 
In de zomer van 1945, na de Tweede Wereldoorlog, kwam Walter Föger op het idee om een tennistoernooi te organiseren in Kitzbühel. De tennisbaan bij 'Hotel Schloss Kaps' richtte hij zo goed mogelijk in. Vier maanden na het einde van de oorlog organiseerde hij onze moeilijke omstandigheden het eerste internationale tennistoernooi genaamd de „Alpenländer-Pokal”. Er deden o.a. Amerikanen en Fransen mee, welke Föger had leren kennen gedurende de geallieerde bezetting van Oostenrijk in 1945. Het eerste toernooi werd gewonnen door de Amerikaan K. Denis die in de finale wist te winnen van een onbekende Fransman. Op de derde plaats eindige Walter Föger zelf samen met Dr. Egert. Er deden 32 deelnemers mee, waaronder de beste Oostenrijkers. Een jaar later organiseerde Föger in Kitzbühel een sportweek inclusief het tweede toernooi.
In de daaropvolgende jaren werden de tennissers opgenomen als sectie/afdeling van de lokale ijshockeyvereniging. De tennisbaan in het park van 'Hotel Schloss Kaps' werd in de zomer gebruikt door de tennisspelers en in de winter werd er een natuurijsbaan gemaakt voor de ijshockeyers. De ijshockeyclub was in die jaren verantwoordelijk voor de organisatie van de „Alpenländer-Pokal”. De voorzitter Hubert Leitner vroeg aan Hellmuth Dieter Küchenmeister, die in de winter in het ijshockeydoel stond, of hij wilde helpen bij de organisatie van het tennistoernooi. Vanaf 1954 is hij betrokken geweest bij de organisatie, waarvan vele jaren toernooidirecteur. Hij zou toernooidirecteur blijven tot en met de editie van 2004 en zo de 50-jaar volmaken. In de maanden september/oktober kwam het dikwijls tot een strijd, de tennissers wilde hun sport tot laat in de herfst uitoefenen en de ijshockeyers wilde al gaan beginnen aan hun ijshockeyseizoen. Op 3 mei 1954 werd gepoogd deze strijd te beslechten met een concept 'overeenkomst' tussen de ijshockeyclub en de tennisafdeling van dezelfde club. Dit mocht echter niet baten en de tennisafdeling splitste zich af van de ijshockeyvereniging en richtte in 1954 de „Kitzbüheler Tennis Club” op.
In deze jaren bestond het terrein uit 6 tennisbanen en een overdekte houten tribune met 700 zitplaatsen (die werd gedeeld met de voetbalclub). In 1965 vertrokken de ijshockeyers naar een nieuw ijsstadion aan de Lebenberg en in 1971 verhuisde de voetballers naar „die Langau”, waarna het terrein nog alleen ter beschikking stond aan de tennisclub.
In 1964 ontmoette toernooidirecteur Dieter Küchenmeister bij een ijshockeywedstrijd ter voorbereiding op de Olympische Winterspelen van 1964 in Innsbruck, de Roemeense professionele ijshockeyspeler en tevens professionele tennisspeler Ion Țiriac. Tiriac speelde in het nationale ijshockeyteam van Roemenië, Küchenmeister stond in het doel bij de Kitzbuheler ijshockeyclub. Hij bouwde een vriendschapsband met hem op en zou later intensief gaan samenwerken met Tiriac, bij de organisatie van het toernooi van Kitzbühel.
In 1970 had de „Kitzbüheler Tennis Club” zich ten doel gesteld om de „Alpenländer-Pokal” om te vormen tot een 'open' toernooi met prijzengeld. Hiervoor moest een geldgever gevonden worden. Met de Amerikaans-Oostenrijkse firma „Head” werd in de winter van 1970/71 een titelsponsor gevonden en vond in 1971 de eerste „Head Cup Kitzbühel” plaats. Hiermee had de organisatie een primeur, wereldwijd was dit het eerste titel en naamsponsorcontract voor een tennistoernooi. Het toernooi werd opgenomen in de internationale toernooiserie „Pepsi Cola Grand Prix”. Met de opwaardering van het toernooi was ook een uitbreiding/modernisering van het tennispark onder 'Schloss Kaps' noodzakelijk. Er moest een nieuw clubhuis en een nieuw centercourt komen. Het lukt om dit binnen één jaar te verwezenlijken en in 1972 op te leveren. De totale kosten bedroegen 3,8 miljoen schilling (ca. 276.000 euro) en werd met o.a. de hulp van de stad Kitzbühel gefinancierd. Het nieuwe center court had circa 3.500 zitplaatsen op de betonnen trappen. Het aantal tennisbanen werd uitgebreid van 6 naar 9, dit was mogelijk omdat de voetbalvereniging was verhuisd naar „die Langau” en de minigolfbaan werd afgebroken. Op 30 september 1972 vond de officiële opening plaats van het nieuwe centercourt met diverse feestelijkheden en een wedstrijd tussen de Oostenrijkse spelers Hans Kary en Peter Pokorny. 
In de jaren die volgden nam de publieke belangstelling elk jaar toe en werd het centercourt steeds verder uitgebreid tot de grenzen van bouwkundig verdere uitbreidingen werden bereikt. De roep om een groter stadion werd steeds luider. In 1991 werd een nieuw centercourt geopend die later de naam zou krijgen van een sponsor „Casino Stadion” en thans het „Kitzbüheler Tennisstadion am Kapserfeld” of „Kitzbühel Center Court” wordt genoemd. Het stadion werd voor 40 miljoen schilling gefinancierd door Ion Țiriac.
In 1973 nam de toen 17-jarige, en latere globale superster Björn Borg deel aan het toernooi in de Gamsstadt. Hij verloor echter al vroeg in het toernooi van de Australische veteraan Barry Phillips-Moore.
In 1990 werd door de ATP de ATP Tour opgericht, die de „Grand Prix“ zou vervangen. Kitzbühel maakte vanaf het eerste jaar, met een eigen licentie deel uit van de ATP Tour. In de herfst van 1991 ging de Kitzbüheler Tennisclub (KTC) onder president Klaus Lackner en toernooidirecteur Hellmuth Dieter Küchenmeister een tienjarig partnerschap aan met het in Nederland gevestigde bedrijf Seccus van de Roemeense ex-tennisser en zakenman Ion Țiriac. Tiriac bracht met zijn spelersagentschap World Sport Marketing (WSM) vele topspelers naar Kitzbühel. In 1994 werd het Europese verzekeringsconcern Generali Versicherung AG de hoofd- en titelsponsor van het destijds grootse tennistoernooi van Oostenrijk (thans is het ATP-toernooi van Wenen het grootste tennistoernooi in Oostenrijk).
Na de editie van 1998, heeft de Kitzbüheler Tennisclub de toernooilicentie teruggegeven/verkocht aan de ATP om een stap hogerop te kunnen maken. Men wilde het toernooi upgraden van het laagste ATP niveau de 'ATP World Series' naar de twee na hoogste toernooicategorie de 'ATP International Series Gold'. Om dit te bewerkstelligen is de KTC vanaf 1999 een toernooilicentie gaan huren van Siccative B.V., een in Nederland gevestigde firma van Ion Țiriac. De licentie was in bezit van Țiriac en hij kon ondanks een optieclausule voor de licentiehuur van 10 jaar, zelf beslissen wat hij met de licentie zou doen. Ion Țiriac was jarenlang een goede vriend van het toernooi in Kitzbühel, het huren van zijn toernooilicentie verliep zodoende aanvankelijk altijd soepel. Nadat de gemeente Țiriac echter verbood een huis te kopen respectievelijk te laten bouwen in Kitzbühel, verslechterde de relatie en volgde een jarenlang getouwtrek om de licentiehuur. Voor de editie van 2007 trok de hoofdsponsor Generali zich terug, hiermee dreigde het toernooi te verdwijnen. De licentiehouder Ion Țiriac wilde het toernooi verkwanselen aan Kuala Lumpur, de ATP was echter tegen. De nieuwe toernooidirecteur Jürgen Pfauth, eigenaar van het sportmarketingbureau SIAG Sportmarketing GmbH, heeft met behulp van het Liechtensteinse organisatieagentschap EEME in maart 2007 de huur van de licentie van Ion Țiriac voor twee jaar (2007 en 2008) kunnen verlengen. Hiermee was het toernooi voorlopig 'gered'. Jürgen Pfauth regelde met zijn bedrijf SIAG, de spelers en de marketing voor de toernooien van 2007 en 2008. Peter-Michael Reichel, organisator van het WTA-vrouwentoernooi an Linz en eigenaar van „Matchmaker Event GmbH” had overwogen om de licentie van Țiriac over te kopen, maar schrok naar eigen zeggen van de koopprijs. Țiriac zou rond de vijf miljoen dollar gevraagd hebben voor de licentie. Na de editie van 2008 heeft Ion Țiriac het huurcontract met de Kitzbüheler Tennisclub na 10 jaar beëindigd en is hij zijn licentie gaan verhuren aan het Masters toernooi van Madrid. Hiermee dreigde Kitzbühel haar toernooi kwijt te raken. Uiteindelijk is de Oostenrijker Ronnie Leitgeb (o.a. voormalig trainer van Thomas Muster), die licentiehouder was van het Oostenrijkse ATP-toernooi van Pörtschach, zijn „ATP World Tour 250“ licentie voor de editie van 2009 gaan verhuren aan het ATP-toernooi van Kitzbühel om het toernooi te redden. Het toernooi van 2009 moest hiermee meeverhuizen naar de voormalige plaats op de kalender van Pörtschach: eind mei, in de week voorafgaand aan Roland Garros. Het toernooi van 2009 daalde bovendien één categorie naar „ATP World Tour 250“ niveau. In 2010 heeft Ronnie Leitgeb onder druk van de ATP, zijn ATP-licentie voor vijf jaar verhuurd aan het Franse ATP-toernooi van Nice. Het toernooi van Kitzbühel had juridische geschillen met lokale autoriteiten over het beheer van het tennispark, waarna de ATP op zoek ging naar alternatieven en deze vond in Nice. Het ATP-toernooi van Kitzbühel kwam hiermee tot een voorlopig einde. Na een afspraak op de Monte Carlo Country Club tussen het bestuur van de Kitzbühler Tennisclub en de CEO Europa van de ATP, Laurent Delanney, heeft op 21 december 2009 het toernooi een ATP Challenger licentie gekregen voor de 1e week in augustus. Een Challenger is het niveau onder de ATP Tour. Het Challengertoernooi in 2010, onder leiding van toernooidirecteur Carl-Uwe Steeb, bleek commercieel niet aantrekkelijk en leverde daarom een enorme schuld op.
Een jaar later in 2011 keerde het toernooi weer terug op de ATP kalender, nadat uit het niets het Amerikaanse sportagentschap Octagon het toernooi een ATP-licentie gunde voor vijf jaar (met een optie voor nog eens vijf jaar; deze optie is later omgezet in een overeenkomst). Het toernooi van Kitzbühel had destijds concurrentie van de stad Sotsji die ook een licentie wilde. Sotsji kon de licentie voor vijf jaar vooruitbetalen, terwijl Kitzbühel het eerste jaar amper kon betalen. Toch kreeg het alpentoernooi van Kitzbühel vanwege hun 'erfenis' en de jarenlange traditie de voorkeur van de ATP. Octagon gaf financiële steun, in ruil voor een percentage van de winst. Het toernooi verving het ATP-toernooi van Warschau. Het bestuur van de Kitzbühler Tennisclub wilde zelf de toernooiorganisatie, vanwege de (financiële) risico's, niet meer op zich nemen. Waarna Herbert Günther (architect van beroep) en Markus Bodner besloten om de toernooiorganisatie op zich te nemen. Beide richtte op 6 januari 2011 de „KTC Turnier GmbH” op, 50% van de aandelen werden gestort door de privépersoon Markus Bodner en 50% door de firma „Herbert Günther Immobilienentwicklung GmbH” (een bedrijf van Herbert Günther), beide waren ook bestuurder van de nieuw opgericht GmbH. In maart 2019 zou ook Florian Zinnagl worden ingeschreven als bestuurder. In september 2020 zou de firma „Diamond Beteiligungs GmbH” (een bedrijf van Herbert Günther en zijn vrouw Bettina Günther) de aandelen overnemen van de „Herbert Günther Immobilienentwicklung GmbH”. Het toernooi vindt sinds 2011 weer plaats in het zomergravelseizoen eind juli/begin augustus. Toernooidirecteur vanaf 2011 is de oud-tennisser Alex Antonitsch.
Het toernooi draagt sinds 2015 de naam Generali Open, dat ook al de naam was van 1994 tot 2006. In 2016 werd bekend dat de licentiehouder Octagon het contract met het toernooi met tien jaar heeft verlengd tot en met 2025. In 2025 werd de licentie voor eveneens 10 jaar verlengd tot en met 2035. Het contract met hoofdsponsor „Generali” loopt tot en met 2027.

## Finales

### Enkelspel
| Datum             | Naam                      | Categorie      | ($/€)         | Deeln.        | Ondergrond     | Winnaar                   | Runner-up                     | Uitslag                                       |               |
| ----------------- | ------------------------- | -------------- | ------------- | ------------- | -------------- | ------------------------- | ----------------------------- | --------------------------------------------- | ------------- |
| 1945              | Alpenländer-Pokal         |                |               | 32            | Gravel, buiten | K. Denis                  | Vlag van Frankrijk            |                                               |               |
| 1946              | Alpenländer-Pokal         |                |               |               | Gravel, buiten | Kurt Eggert               |                               |                                               |               |
| 1947              | Alpenländer-Pokal         |                |               |               | Gravel, buiten | Franz Weihs               |                               |                                               |               |
| 1948              | Alpenländer-Pokal         |                |               |               | Gravel, buiten | Lubomir Czaikovsky (1)    |                               |                                               |               |
| 1949              | Alpenländer-Pokal         |                |               |               | Gravel, buiten | Willi Stingl              | Lubomir Czaikovsky            | 6-1, 6-2, 6-3                                 |               |
| 1950              | Alpenländer-Pokal         |                |               |               | Gravel, buiten | Lubomir Czaikovsky (2)    |                               |                                               |               |
| 17-07-1951        | Alpenländer-Pokal         |                |               |               | Gravel, buiten | Alfred Huber              | Milan Branovic                | 6-3, 6-3                                      | [ 54 ]        |
| 1952              | Alpenländer-Pokal         |                |               |               | Gravel, buiten | Milan Petrović (1)        |                               |                                               |               |
| 1953              | Geen toernooi             | Geen toernooi  | Geen toernooi | Geen toernooi | Geen toernooi  | Geen toernooi             | Geen toernooi                 | Geen toernooi                                 | Geen toernooi |
| 1954              | Alpenländer-Pokal         |                |               |               | Gravel, buiten | Malcolm Fox               |                               |                                               |               |
| 1955              | Alpenländer-Pokal         |                |               |               | Gravel, buiten | Milan Petrović (2)        |                               |                                               |               |
| 06-08-1956        | Alpenländer-Pokal         |                |               |               | Gravel, buiten | Milan Branovic            | Vladimir Petrović             | 6-2, 6-0, 6-0                                 | [ 55 ]        |
| 19-08-1957        | Alpenländer-Pokal         |                |               |               | Gravel, buiten | Trevor Fancutt            | Alejandro Olmedo              | 6-2, 2-6, 13-11                               |               |
| 18-08-1958        | Alpenländer-Pokal         |                |               |               | Gravel, buiten | Jacques Brichant          | Budge Patty                   | 4-6, 6-3, 6-3                                 | [ 56 ]        |
| 16-08-1959        | Austrian Open             |                |               |               | Gravel, buiten | Budge Patty               | Ladislav Legenstein           | 8-6, 6-1, 6-2                                 |               |
| 08-08-1960        | Alpenländer-Pokal         |                |               |               | Gravel, buiten | Pierre Darmon             | Roy Emerson                   | 2-6, 1-6, 6-1, 6-3, 6-3                       | [ 57 ]        |
| 14-08-1961        | Austrian Open             |                |               |               | Gravel, buiten | Roy Emerson               | Rod Laver                     | 6-3, 6-3, 3-6, 0-6, 6-2                       |               |
| 06-08-1962        | Alpenländer-Pokal         |                |               |               | Gravel, buiten | Christian Kuhnke (1)      | Pierre Darmon                 | 6-1, 6-3, 6-4                                 |               |
| 05-08-1963        | Alpenländer-Pokal         | Profs          |               |               | Gravel, buiten | Rod Laver                 | Ken Rosewall                  | 6-3, 6-4, 6-4                                 | [ 58 ]        |
| 13-08-1963        | Alpenländer-Pokal         |                |               |               | Gravel, buiten | Christian Kuhnke (2)      | Tony Roche                    | 5-7, 6-2, 6-1, 1-6, 7-5                       | [ 59 ]        |
| 11-08-1964        | Alpenländer-Pokal         |                |               |               | Gravel, buiten | Christian Kuhnke (3)      | Robert Wilson                 | 6-3, 6-1, 4-6, 6-3                            |               |
| 15-08-1965        | Austrian Open             |                |               |               | Gravel, buiten | Wilhelm Bungert (1)       | Bob Hewitt                    | 5-7, 5-7, 6-4, 6-3, 6-3                       |               |
| 15-08-1966        | Alpenländer-Pokal         |                |               |               | Gravel, buiten | Wilhelm Bungert (2)       | Ion Țiriac                    | 6-4, 10-8, 9-7                                |               |
| 14-08-1967        | Alpenländer-Pokal         |                |               |               | Gravel, buiten | Martin Mulligan (1)       | Wilhelm Bungert               | 6-2, 6-2, 2-6, 6-4                            |               |
| ↓ open tijdperk ↓ |                           |                |               |               |                |                           |                               |                                               |               |
| 12-08-1968        | Alpenländer-Pokal         |                |               |               | Gravel, buiten | Martin Mulligan (2)       | Wilhelm Bungert               | 6-2, 6-2, 6-3                                 |               |
| 11-08-1969        | Alpenländer-Pokal         |                |               |               | Gravel, buiten | Manuel Santana            | Manuel Orantes                | 6-4, 6-2, 6-3                                 |               |
| 17-08-1970        | Alpenländer-Pokal         | Grand Prix     |               | 44            | Gravel, buiten | Željko Franulović         | John Alexander                | 6-4, 9-7, 6-4                                 |               |
| 19-07-1971        | Head Cup                  | -              |               |               | Gravel, buiten |                           | Clark Graebner Manuel Orantes | 6-1, 7-5, 6-7, 4-4 gestaakt wegens duisternis |               |
| 17-07-1972        | Head Cup                  | Group D        | $ 25.000      | 42            | Gravel, buiten | Colin Dibley              | Dick Crealy                   | 6-1, 6-3, 6-4                                 |               |
| 16-07-1973        | Head Cup                  | Group C        | $ 34.000      | 32            | Gravel, buiten |                           | Manuel Orantes Raúl Ramírez   | Niet gespeeld, regen                          |               |
| 15-07-1974        | Head Cup                  | Group C        | $ 50.000      | 32            | Gravel, buiten | Balázs Taróczy            | Onny Parun                    | 6-1, 6-4, 6-4                                 |               |
| 07-07-1975        | Head Cup                  | Group B        | $ 75.000      | 32            | Gravel, buiten | Adriano Panatta           | Jan Kodeš                     | 2-6, 6-2, 7-5, 6-4                            |               |
| 12-07-1976        | Head Cup                  | Two Star       | $ 75.000      | 32            | Gravel, buiten | Manuel Orantes            | Jan Kodeš                     | 7-6, 6-2, 7-6                                 |               |
| 11-07-1977        | Head Cup                  | Two Star       | $ 75.000      | 32            | Gravel, buiten | Guillermo Vilas (1)       | Jan Kodeš                     | 5-7, 6-2, 4-6, 6-3, 6-2                       |               |
| 24-07-1978        | Head Cup                  | Regular Series | $ 75.000      | 32            | Gravel, buiten | Chris Lewis               | Vladimír Zedník               | 6-1, 6-4, 6-0                                 |               |
| 23-07-1979        | Head Cup                  | Regular Series | $ 75.000      | 32            | Gravel, buiten | Vitas Gerulaitis          | Pavel Složil                  | 6-2, 6-2, 6-4                                 |               |
| 21-07-1980        | Head Cup                  | Regular Series | $ 75.000      | 32            | Gravel, buiten | Guillermo Vilas (2)       | Ivan Lendl                    | 6-3, 6-2, 6-2                                 |               |
| 13-07-1981        | Head Cup                  | Regular Series | $ 75.000      | 64            | Gravel, buiten | John Fitzgerald           | Guillermo Vilas               | 3-6, 6-3, 7-5                                 |               |
| 19-07-1982        | Head Cup                  | Regular Series | $ 100.000     | 64            | Gravel, buiten | Guillermo Vilas (3)       | Marcos Hocevar                | 7-6, 6-1                                      |               |
| 18-07-1983        | Head Cup                  | Regular Series | $ 100.000     | 48            | Gravel, buiten | Guillermo Vilas (4)       | Henri Leconte                 | 7-6, 4-6, 6-4                                 |               |
| 23-07-1984        | Head Cup                  | Regular Series | $ 100.000     | 48H/24Q       | Gravel, buiten | José Higueras             | Víctor Pecci                  | 7-5, 3-6, 6-1                                 |               |
| 05-08-1985        | Head Cup                  | Regular Series | $ 150.000     | 64H/32Q       | Gravel, buiten | Pavel Složil              | Michael Westphal              | 7-5, 6-2                                      |               |
| 04-08-1986        | Head Cup                  | Regular Series | $ 150.000     | 64H/32Q       | Gravel, buiten | Miloslav Mečíř            | Andrés Gómez                  | 6-4, 4-6, 6-1, 2-6, 6-3                       |               |
| 03-08-1987        | Head Cup                  | Regular Series | $ 175.000     | 64H/32Q       | Gravel, buiten | Emilio Sánchez (1)        | Miloslav Mečíř                | 6-4, 6-1, 4-6, 6-1                            |               |
| 01-08-1988        | Head Cup                  | Regular Series | $ 240.000     | 64H/32Q       | Gravel, buiten | Kent Carlsson             | Emilio Sánchez                | 6-1, 6-1, 4-6, 4-6, 6-3                       |               |
| 31-07-1989        | Philips Head Cup          | Regular Series | $ 300.000     | 64H/32Q       | Gravel, buiten | Emilio Sánchez (2)        | Martín Jaite                  | 7-6, 6-1, 2-6, 6-2                            |               |
| 30-07-1990        | Philips Head Cup          | World Series   | $ 337.500     | 48H/24Q       | Gravel, buiten | Horacio de la Peña        | Karel Nováček                 | 6-4, 7-6, 2-6, 6-2                            | details       |
| 29-07-1991        | Philips Head Cup          | World Series   | $ 337.500     | 48H/24Q       | Gravel, buiten | Karel Nováček             | Magnus Gustafsson             | 7-6(2), 7-6(4), 6-2                           | details       |
| 20-07-1992        | Philips Head Cup          | World Series   | $ 355.000     | 48H/24Q       | Gravel, buiten | Pete Sampras              | Alberto Mancini               | 6-3, 7-5, 6-3                                 | details       |
| 02-08-1993        | Philips Head Cup          | World Series   | $ 375.000     | 48H/24Q       | Gravel, buiten | Thomas Muster             | Javier Sánchez                | 6-3, 7-5, 6-4                                 | details       |
| 01-08-1994        | Generali Open             | World Series   | $ 375.000     | 48H/24Q       | Gravel, buiten | Goran Ivanišević          | Fabrice Santoro               | 6-2, 4-6, 4-6, 6-3, 6-2                       | details       |
| 31-07-1995        | Generali Open             | World Series   | $ 400.000     | 48H/24Q       | Gravel, buiten | Albert Costa (1)          | Thomas Muster                 | 4-6, 6-4, 7-6(3), 2-6, 6-4                    | details       |
| 22-07-1996        | Generali Open             | World Series   | $ 400.000     | 48H/24Q       | Gravel, buiten | Alberto Berasategui       | Àlex Corretja                 | 6-2, 6-4, 6-4                                 | details       |
| 21-07-1997        | Generali Open             | World Series   | $ 500.000     | 48H/24Q       | Gravel, buiten | Filip Dewulf              | Julián Alonso                 | 7-6(2), 6-4, 6-1                              | details       |
| 27-07-1998        | Generali Open             | Int. Series    | $ 500.000     | 48H/24Q       | Gravel, buiten | Albert Costa (2)          | Andrea Gaudenzi               | 6-2, 1-6, 6-2, 3-6, 6-1                       | details       |
| 26-07-1999        | Generali Open             | Series Gold    | $ 500.000     | 48H/24Q       | Gravel, buiten | Albert Costa (3)          | Fernando Vicente              | 7-5, 6-2, 6-7(5), 7-6(4)                      | details       |
| 24-07-2000        | Generali Open             | Series Gold    | $ 700.000     | 48H/24Q       | Gravel, buiten | Àlex Corretja (1)         | Emilio Benfele Álvarez        | 6-3, 6-1, 3-0, opgave                         | details       |
| 23-07-2001        | Generali Open             | Series Gold    | $ 800.000     | 48H/24Q       | Gravel, buiten | Nicolás Lapentti          | Albert Costa                  | 1-6, 6-4, 7-5, 7-5                            | details       |
| 22-07-2002        | Generali Open             | Series Gold    | $ 855.000     | 48H/24Q       | Gravel, buiten | Àlex Corretja (2)         | Juan Carlos Ferrero           | 6-4, 6-1, 6-3                                 | details       |
| 21-07-2003        | Generali Open             | Series Gold    | $ 900.000     | 48H/24Q       | Gravel, buiten | Guillermo Coria           | Nicolás Massú                 | 6-1, 6-4, 6-2                                 | details       |
| 19-07-2004        | Generali Open             | Series Gold    | $ 782.828     | 48H/24Q       | Gravel, buiten | Nicolás Massú             | Gastón Gaudio                 | 7-6(3), 6-4                                   | details       |
| 25-07-2005        | Generali Open             | Series Gold    | € 625.000     | 48H/24Q       | Gravel, buiten | Gastón Gaudio             | Fernando Verdasco             | 2-6, 6-2, 6-4, 6-4                            | details       |
| 24-07-2006        | Generali Open             | Series Gold    | € 625.000     | 48H/24Q       | Gravel, buiten | Agustín Calleri           | Juan Ignacio Chela            | 7-6(9), 6-2, 6-3                              | details       |
| 23-07-2007        | Austrian Open             | Series Gold    | € 625.000     | 48H/24Q       | Gravel, buiten | Juan Mónaco               | Potito Starace                | 5-7, 6-3, 6-4                                 | details       |
| 14-07-2008        | Austrian Open             | Series Gold    | € 550.000     | 32H/32Q       | Gravel, buiten | Juan Martín del Potro     | Jürgen Melzer                 | 6-2, 6-1                                      | details       |
| 18-05-2009        | Interwetten Austrian Open | ATP 250        | € 398.250     | 32H/32Q       | Gravel, buiten | Guillermo García López    | Julien Benneteau              | 3-6, 7-6(1), 6-3                              | details       |
| 02-08-2010        | Austrian Open             | Challenger     | € 64.000      | 32H/32Q       | Gravel, buiten | Andreas Seppi             | Victor Crivoi                 | 6-2, 6-1                                      | details       |
| 31-07-2011        | Bet-at-home Cup           | ATP 250        | € 398.250     | 28H/32Q       | Gravel, buiten | Robin Haase (1)           | Albert Montañés               | 6-4, 4-6, 6-1                                 | details       |
| 22-07-2012        | Bet-at-home Cup           | ATP 250        | € 358.425     | 28H/32Q       | Gravel, buiten | Robin Haase (2)           | Philipp Kohlschreiber         | 6-7(2), 6-3, 6-2                              | details       |
| 28-07-2013        | Bet-at-home Cup           | ATP 250        | € 410.200     | 28H/32Q       | Gravel, buiten | Marcel Granollers         | Juan Mónaco                   | 0-6, 7-6(3), 6-4                              | details       |
| 28-07-2014        | Bet-at-home Cup           | ATP 250        | € 426.605     | 28H/32Q       | Gravel, buiten | David Goffin              | Dominic Thiem                 | 4-6, 6-1, 6-3                                 | details       |
| 03-08-2015        | Generali Open             | ATP 250        | € 439.405     | 28H/31Q       | Gravel, buiten | Philipp Kohlschreiber (1) | Paul-Henri Mathieu            | 2-6, 6-2, 6-2                                 | details       |
| 18-07-2016        | Generali Open             | ATP 250        | € 463.520     | 28H/16Q       | Gravel, buiten | Paolo Lorenzi             | Nikoloz Basilasjvili          | 6-3, 6-4                                      | details       |
| 31-07-2017        | Generali Open             | ATP 250        | € 482.060     | 28H/16Q       | Gravel, buiten | Philipp Kohlschreiber (2) | João Sousa                    | 6-3, 6-4                                      | details       |
| 30-07-2018        | Generali Open             | ATP 250        | € 501.345     | 28H/16Q       | Gravel, buiten | Martin Kližan             | Denis Istomin                 | 6-2, 6-2                                      | details       |
| 29-07-2019        | Generali Open             | ATP 250        | € 524.340     | 28H/16Q       | Gravel, buiten | Dominic Thiem             | Albert Ramos Viñolas          | 7-6(0), 6-1                                   | details       |
| 08-09-2020        | Generali Open             | ATP 250        | € 336.680     | 28H/16Q       | Gravel, buiten | Miomir Kecmanović         | Yannick Hanfmann              | 6-4, 6-4                                      | details       |
| 26-07-2021        | Generali Open             | ATP 250        | € 481.270     | 28H/16Q       | Gravel, buiten | Casper Ruud               | Pedro Martínez                | 6-1, 4-6, 6-3                                 | details       |
| 25-07-2022        | Generali Open             | ATP 250        | € 534.555     | 28H/16Q       | Gravel, buiten | Roberto Bautista Agut     | Filip Misolic                 | 6-2, 6-2                                      | details       |
| 05-08-2023        | Generali Open             | ATP 250        | € 562.815     | 28H/16Q       | Gravel, buiten | Sebastián Báez            | Dominic Thiem                 | 6-3, 6-1                                      | details       |
| 27-07-2024        | Generali Open             | ATP 250        | € 579.320     | 28H/16Q       | Gravel, buiten | Matteo Berrettini         | Hugo Gaston                   | 7-5, 6-3                                      | details       |
| 26-07-2025        | Generali Open             | ATP 250        | € 596.035     | 28H/16Q       | Gravel, buiten | Aleksandr Boeblik         | Arthur Cazaux                 | 6-4, 6-3                                      | details       |

### Dubbelspel
| Datum      | Naam                      | Categorie      | ($/€)     | Teams | Ondergrond     | Winnaar                               | Runner-up                                 | Uitslag              |         |
| ---------- | ------------------------- | -------------- | --------- | ----- | -------------- | ------------------------------------- | ----------------------------------------- | -------------------- | ------- |
| 17-07-1972 | Head Cup                  | Group D        | $ 25.000  | 32    | Gravel, buiten | Jürgen Fassbender Hans-Jürgen Pohmann | Malcolm Anderson Geoff Masters            | 7-6, 6-4, 6-4        |         |
| 16-07-1973 | Head Cup                  | Group C        | $ 34.000  | 32    | Gravel, buiten | Jim McManus Raúl Ramírez              | José Edison Mandarino Tito Vasquez        | 6-2, 6-2, 6-3        |         |
| 15-07-1974 | Head Cup                  | Group C        | $ 50.000  | 16    | Gravel, buiten | Iván Molina Jairo Velasco sr.         | Frantisek Pala Balázs Taróczy             | 2-6, 7-6, 6-4, 6-4   |         |
| 07-07-1975 | Head Cup                  | Group B        | $ 75.000  | 16    | Gravel, buiten | Paolo Bertolucci Adriano Panatta      | Patrice Dominguez François Jauffret       | 6-2, 6-2, 7-6        |         |
| 12-07-1976 | Head Cup                  | Two Star       | $ 75.000  | 32    | Gravel, buiten | Jan Kodeš Jirí Hrebec                 | Jürgen Fassbender Hans-Jürgen Pohmann     | 6-7, 6-2, 6-4        |         |
| 11-07-1977 | Head Cup                  | Two Star       | $ 75.000  | 16    | Gravel, buiten | Buster Mottram Roger Taylor           | Colin Dowdeswell Chris Kachel             | 7-6, 6-4             |         |
| 24-07-1978 | Head Cup                  | Regular Series | $ 75.000  | 16    | Gravel, buiten | Mike Fishbach Chris Lewis             | Pavel Hutka Pavel Složil                  | 6-7, 6-4, 6-3        |         |
| 23-07-1979 | Head Cup                  | Regular Series | $ 75.000  | 16    | Gravel, buiten | Zeljko Franulovic Heinz Günthardt (1) | Dick Crealy Antonio Zugarelli             | 6-2, 6-4             |         |
| 21-07-1980 | Head Cup                  | Regular Series | $ 75.000  | 16    | Gravel, buiten | Klaus Eberhard Ulrich Marten          | Carlos Kirmayr Chris Lewis                | 6-4, 3-6, 6-4        |         |
| 13-07-1981 | Head Cup                  | Regular Series | $ 75.000  | 32    | Gravel, buiten | David Carter Paul Kronk               | Marko Ostoja Louk Sanders                 | 7-6, 6-1             |         |
| 19-07-1982 | Head Cup                  | Regular Series | $ 100.000 | 32    | Gravel, buiten | Mark Edmondson Kim Warwick            | Rod Frawley Pavel Složil                  | 4-6, 6-4, 6-3        |         |
| 18-07-1983 | Head Cup                  | Regular Series | $ 100.000 | 24    | Gravel, buiten | Pavel Složil Wojciech Fibak           | Colin Dowdeswell Zoltán Kuharszky         | 7-5, 6-2             |         |
| 23-07-1984 | Head Cup                  | Regular Series | $ 100.000 | 24    | Gravel, buiten | Henri Leconte Pascal Portes           | Colin Dowdeswell Wojciech Fibak           | 2-6, 7-6, 7-6        |         |
| 05-08-1985 | Head Cup                  | Regular Series | $ 150.000 | 32    | Gravel, buiten | Emilio Sánchez (1) Sergio Casal (1)   | Paolo Canè Claudio Panatta                | 6-3, 3-6, 6-2        |         |
| 04-08-1986 | Head Cup                  | Regular Series | $ 150.000 | 32    | Gravel, buiten | Heinz Günthardt (2) Tomáš Šmíd        | Hans Gildemeister Andrés Gómez            | 4-6, 6-3, 7-6        |         |
| 03-08-1987 | Head Cup                  | Regular Series | $ 175.000 | 32    | Gravel, buiten | Emilio Sánchez (2) Sergio Casal (2)   | Miloslav Mecír Tomáš Šmíd                 | 7-6, 7-6             |         |
| 01-08-1988 | Head Cup                  | Regular Series | $ 240.000 | 32    | Gravel, buiten | Emilio Sánchez (3) Sergio Casal (3)   | Joakim Nyström Claudio Panatta            | 6-4, 7-6             |         |
| 31-07-1989 | Philips Head Cup          | Regular Series | $ 300.000 | 32    | Gravel, buiten | Javier Sánchez (1) Emilio Sánchez (4) | Petr Korda Tomáš Šmíd                     | 7-5, 7-6             |         |
| 30-07-1990 | Philips Head Cup          | World Series   | $ 337.500 | 24    | Gravel, buiten | Javier Sánchez (2) Éric Winogradsky   | Francisco Clavet Horst Skoff              | 7-6, 6-2             | details |
| 29-07-1991 | Philips Head Cup          | World Series   | $ 337.500 | 24    | Gravel, buiten | Tomás Carbonell Francisco Roig        | Pablo Arraya Dimitri Poliakov             | 6-7, 6-2, 6-4        | details |
| 20-07-1992 | Philips Head Cup          | World Series   | $ 355.000 | 24    | Gravel, buiten | Sergio Casal (4) Emilio Sánchez (5)   | Horacio de la Peña Vojtech Flégl          | 6-1, 6-2             | details |
| 02-08-1993 | Philips Head Cup          | World Series   | $ 375.000 | 24    | Gravel, buiten | Juan Garat Roberto Saad               | Marius Barnard Tom Mercer                 | 6-4, 3-6, 6-3        | details |
| 01-08-1994 | Generali Open             | World Series   | $ 375.000 | 24    | Gravel, buiten | David Adams Andrej Olchovskij         | Sergio Casal Emilio Sánchez               | 6-7, 6-3, 7-5        | details |
| 31-07-1995 | Generali Open             | World Series   | $ 400.000 | 24    | Gravel, buiten | Francisco Montana Greg Van Emburgh    | Jordi Arrese Wayne Arthurs                | 6-7, 6-3, 7-6        | details |
| 22-07-1996 | Generali Open             | World Series   | $ 400.000 | 24    | Gravel, buiten | Libor Pimek Byron Talbot              | David Adams Menno Oosting                 | 7-6, 6-3             | details |
| 21-07-1997 | Generali Open             | World Series   | $ 500.000 | 24    | Gravel, buiten | Wayne Arthurs Richard Fromberg        | Thomas Buchmayer Thomas Strengberger      | 6-4, 6-3             | details |
| 27-07-1998 | Generali Open             | Int. Series    | $ 500.000 | 24    | Gravel, buiten | Tom Kempers Daniel Orsanic            | Joshua Eagle Andrew Kratzmann             | 6-3, 6-4             | details |
| 26-07-1999 | Generali Open             | Series Gold    | $ 500.000 | 24    | Gravel, buiten | Chris Haggard Peter Nyborg            | Álex Calatrava Dušan Vemic                | 6-3, 6-7(4), 7-6(4)  | details |
| 24-07-2000 | Generali Open             | Series Gold    | $ 700.000 | 24    | Gravel, buiten | Pablo Albano Cyril Suk                | Joshua Eagle Andrew Florent               | 6-3, 3-6, 6-3        | details |
| 23-07-2001 | Generali Open             | Series Gold    | $ 800.000 | 24    | Gravel, buiten | Àlex Corretja Luis Lobo               | Simon Aspelin Andrew Kratzmann            | 6-1, 6-4             | details |
| 22-07-2002 | Generali Open             | Series Gold    | $ 855.000 | 24    | Gravel, buiten | Robbie Koenig Thomas Šimada           | Lucas Arnold Ker Àlex Corretja            | 7-6(3), 6-4          | details |
| 21-07-2003 | Generali Open             | Series Gold    | $ 900.000 | 16    | Gravel, buiten | Martin Damm Cyril Suk                 | Jürgen Melzer Alexander Peya              | 6-4, 6-4             | details |
| 19-07-2004 | Generali Open             | Series Gold    | $ 782.828 | 16    | Gravel, buiten | František Čermák (1) Leoš Friedl (1)  | Lucas Arnold Ker Martín García            | 6-3, 7-5             | details |
| 25-07-2005 | Generali Open             | Series Gold    | € 625.000 | 16    | Gravel, buiten | Leoš Friedl (2) Andrei Pavel          | Christophe Rochus Olivier Rochus          | 6-2, 6-7(5), 6-0     | details |
| 24-07-2006 | Generali Open             | Series Gold    | € 625.000 | 16    | Gravel, buiten | Philipp Kohlschreiber Stefan Koubek   | Oliver Marach Cyril Suk                   | 6-2, 6-3             | details |
| 23-07-2007 | Austrian Open             | Series Gold    | € 625.000 | 16    | Gravel, buiten | Luis Horna Potito Starace             | Tomas Behrend Christopher Kas             | 7-6(4), 7-6(5)       | details |
| 14-07-2008 | Austrian Open             | Series Gold    | € 550.000 | 16    | Gravel, buiten | James Cerretani Victor Hănescu        | Lucas Arnold Ker Olivier Rochus           | 6-3, 7-5             | details |
| 18-05-2009 | Interwetten Austrian Open | ATP 250        | € 398.250 | 16    | Gravel, buiten | Marcelo Melo André Sá                 | Andrei Pavel Horia Tecău                  | 6-7(9), 6-2, [10-7]  | details |
| 02-08-2010 | Austrian Open             | Challenger     | € 64.000  |       | Gravel, buiten | Dustin Brown Rogier Wassen            | Hans Podlipnik Castillo Max Raditschnigg  | 3-6, 7-5, [10-7]     | details |
| 31-07-2011 | Bet-at-home Cup           | ATP 250        | € 398.250 | 16    | Gravel, buiten | Daniele Bracciali Santiago González   | Franco Ferreiro André Sá                  | 7-6(1), 4-6, [11-9]  | details |
| 22-07-2012 | Bet-at-home Cup           | ATP 250        | € 358.425 | 16    | Gravel, buiten | František Čermák (2) Julian Knowle    | Dustin Brown Paul Hanley                  | 7-6(4), 3-6, [12-10] | details |
| 28-07-2013 | Bet-at-home Cup           | ATP 250        | € 410.200 | 16    | Gravel, buiten | Martin Emmrich Christopher Kas        | František Čermák Lukáš Dlouhý             | 6-4, 6-3             | details |
| 28-07-2014 | Bet-at-home Cup           | ATP 250        | € 426.605 | 16    | Gravel, buiten | Henri Kontinen Jarkko Nieminen        | Daniele Bracciali Andrej Goloebev         | 6-1, 6-4             | details |
| 03-08-2015 | Generali Open             | ATP 250        | € 439.405 | 16    | Gravel, buiten | Nicolás Almagro Carlos Berlocq        | Robin Haase Henri Kontinen                | 5-7, 6-3, [11-9]     | details |
| 18-07-2016 | Generali Open             | ATP 250        | € 463.520 | 16    | Gravel, buiten | Wesley Koolhof Matwé Middelkoop       | Dennis Novak Dominic Thiem                | 2-6, 6-3, [11-9]     | details |
| 31-07-2017 | Generali Open             | ATP 250        | € 482.060 | 16    | Gravel, buiten | Pablo Cuevas Guillermo Durán          | Hans Podlipnik Castillo Andrei Vasilevski | 6-4, 4-6, [12-10]    | details |
| 30-07-2018 | Generali Open             | ATP 250        | € 501.345 | 16    | Gravel, buiten | Roman Jebavý Andrés Molteni           | Daniele Bracciali Federico Delbonis       | 6-2, 6-4             | details |
| 29-07-2019 | Generali Open             | ATP 250        | € 524.340 | 16    | Gravel, buiten | Philipp Oswald Filip Polášek          | Sander Gillé Joran Vliegen                | 6-4, 6-4             | details |
| 08-09-2020 | Generali Open             | ATP 250        | € 336.680 | 16    | Gravel, buiten | Austin Krajicek Franko Škugor         | Marcel Granollers Horacio Zeballos        | 7-6(5), 7-5          | details |
| 26-07-2021 | Generali Open             | ATP 250        | € 481.270 | 16    | Gravel, buiten | Alexander Erler (1) Lucas Miedler (1) | Roman Jebavý Matwé Middelkoop             | 7-5, 7-6(5)          | details |
| 25-07-2022 | Generali Open             | ATP 250        | € 534.555 | 16    | Gravel, buiten | Pedro Martínez Lorenzo Sonego         | Tim Pütz Michael Venus                    | 5-7, 6-4, [10-8]     | details |
| 05-08-2023 | Generali Open             | ATP 250        | € 579.320 | 16    | Gravel, buiten | Alexander Erler (2) Lucas Miedler (2) | Gonzalo Escobar Oleksandr Nedovjesov      | 6-4, 6-4             | details |
| 27-07-2024 | Generali Open             | ATP 250        | € 579.320 | 16    | Gravel, buiten | Alexander Erler (3) Andreas Mies      | Constantin Frantzen Hendrik Jebens        | 6-3, 3-6, [10-6]     | details |
| 26-07-2025 | Generali Open             | ATP 250        | € 596.035 | 16    | Gravel, buiten | Petr Nouza Patrik Rikl                | Neil Oberleitner Joel Schwärzler          | 1-6, 7-6(3), [10-5]  | details |

| Legenda ATP-categorieën     | Legenda ATP-categorieën     | Legenda ATP-categorieën       | Legenda ATP-categorieën      | Legenda ATP-categorieën | Legenda ATP-categorieën | Legenda ATP-categorieën | Legenda ATP-categorieën | Legenda ATP-categorieën | Legenda ATP-categorieën | Legenda ATP-categorieën | Legenda ATP-categorieën |
| Heden-2017                  | 2016-2009                   | 2008-1998                     | 1997-1990                    | 1989-1978               | 1977                    | 1976                    | 1975                    | 1974                    | 1973-1972               | 1971                    | 1970                    |
| --------------------------- | --------------------------- | ----------------------------- | ---------------------------- | ----------------------- | ----------------------- | ----------------------- | ----------------------- | ----------------------- | ----------------------- | ----------------------- | ----------------------- |
| Grand Slams                 | Grand Slams                 | Grand Slams                   | Grand Slams                  | Grand Slams             | Grand Slams             | Grand Slams             | Group Triple Crown      | Group Triple Crown      | Group AA                | Group A                 | Group A                 |
| ATP Finals                  | ATP World Tour Finals       | Tennis Masters Cup            | ATP Tour World Championships | Grand Prix Masters      | Grand Prix Masters      | Grand Prix Masters      | Grand Prix Masters      | Grand Prix Masters      | Grand Prix Masters      | Grand Prix Masters      | Grand Prix Masters      |
| ATP World Tour Masters 1000 | ATP World Tour Masters 1000 | ATP Masters Series            | ATP Super 9                  | Super Series            | Six Star                | Five Star               | Group A                 | Group A                 | Group A                 | Group B                 | Group 1                 |
| ATP World Tour 500          | ATP World Tour 500          | ATP International Series Gold | ATP Championship Series      | Regular Series          | Five Star               | Four Star               | Group B                 | Group B                 | Group B                 | Group C                 | Group 2                 |
| ATP World Tour 250          | ATP World Tour 250          | ATP International Series      | ATP World Series             | Regular Series          | Four Star               | Three Star              | Group B                 | Group C                 | Group C                 | Group D                 |                         |
| ATP World Tour 250          | ATP World Tour 250          | ATP International Series      | ATP World Series             | Regular Series          | Three Star              | Two Star                |                         |                         |                         |                         |                         |
| ATP World Tour 250          | ATP World Tour 250          | ATP International Series      | ATP World Series             | Regular Series          | Two Star                | One Star                |                         |                         |                         |                         |                         |
| ATP World Tour 250          | ATP World Tour 250          | ATP International Series      | ATP World Series             | Regular Series          | One Star                |                         |                         |                         |                         |                         |                         |
| ATP Challenger Tour         | ATP Challenger Series       | ATP Challenger Series         | ATP Challenger Series        |                         |                         |                         |                         |                         |                         |                         |                         |
| Toernooien voor teams       |                             |                               |                              |                         |                         |                         |                         |                         |                         |                         |                         |

## Statistieken

### Meeste enkelspeltitels
| Aantal titels | Speler                | Jaren                  |
| ------------- | --------------------- | ---------------------- |
| 4             | Guillermo Vilas       | 1977, 1980, 1982, 1983 |
| 3             | Christian Kuhnke      | 1962, 1963, 1964       |
| 3             | Albert Costa          | 1995, 1998, 1999       |
| 2             | Lubomir Czaikovsky    | 1948, 1950             |
| 2             | Milan Petrović        | 1952, 1955             |
| 2             | Wilhelm Bungert       | 1965, 1966             |
| 2             | Martin Mulligan       | 1967, 1968             |
| 2             | Emilio Sánchez        | 1987, 1989             |
| 2             | Àlex Corretja         | 2000, 2002             |
| 2             | Robin Haase           | 2011, 2012             |
| 2             | Philipp Kohlschreiber | 2015, 2017             |

(Bijgewerkt t/m 2025)

### Meeste enkelspeltitels per land
| Aantal titels | Land                     |
| ------------- | ------------------------ |
| 14            | Spanje                   |
| 11            | Argentinië               |
| 7             | Oostenrijk               |
| 6             | Australië                |
| 6             | Bondsrepubliek Duitsland |
| 5             | Verenigde Staten         |
| 4             | Joegoslavië              |
| 4             | Italië                   |
| 3             | België                   |
| 3             | Tsjecho-Slowakije        |
| 2             | Duitsland                |
| 2             | Nederland                |

(Bijgewerkt t/m 2025)

### Meeste wedstrijden gespeeld enkelspel (sinds open era)
| Aantal wedstrijden | Speler                |
| ------------------ | --------------------- |
| 44                 | Emilio Sanchez        |
| 43                 | Thomas Muster         |
| 35                 | Nicolas Lapentti      |
| 33                 | Guillermo Vilas       |
| 30                 | Albert Costa          |
| 30                 | Philipp Kohlschreiber |
| 29                 | Manuel Orantes        |
| 29                 | Nicolás Massú         |
| 28                 | Stefan Koubek         |
| 28                 | Dominic Thiem         |
| 25                 | Fernando Verdasco     |
| 25                 | Jürgen Melzer         |
| 25                 | Mariano Zabaleta      |

(Bijgewerkt t/m 2025)

### Meeste deelnames enkelspel (sinds open era)
| Aantal deelnames | Speler                |
| ---------------- | --------------------- |
| 15               | Thomas Muster         |
| 14               | Hans Kary             |
| 13               | Emilio Sanchez        |
| 13               | Philipp Kohlschreiber |
| 12               | Stefan Koubek         |
| 12               | Jürgen Melzer         |
| 11               | Nicolas Lapentti      |
| 11               | Dominic Thiem         |
| 10               | Francisco Clavet      |
| 10               | Peter Feigl           |
| 10               | Horst Skoff           |
| 10               | Marcelo Filippini     |

(Bijgewerkt t/m 2025)

Bron: Statistics Kitzbühel Ultimate Tennis Statistics

### Enkel- en dubbelspeltitel in hetzelfde jaar
| Tennisser       | Jaar |
| --------------- | ---- |
| Adriano Panatta | 1975 |
| Chris Lewis     | 1978 |
| Emilio Sánchez  | 1989 |

### Toeschouwersaantallen
| Jaar | Toeschouwers | Jaar | Toeschouwers | Jaar | Toeschouwers | Jaar | Toeschouwers | Jaar | Toeschouwers |
| ---- | ------------ | ---- | ------------ | ---- | ------------ | ---- | ------------ | ---- | ------------ |
| 1990 |              | 1998 |              | 2006 |              | 2014 | 37.000       | 2022 | ±45.000      |
| 1991 |              | 1999 |              | 2007 |              | 2015 | ±40.000      | 2023 | ±50.000      |
| 1992 | ±75.000      | 2000 |              | 2008 |              | 2016 | 48.900       | 2024 | ±53.000      |
| 1993 |              | 2001 |              | 2009 |              | 2017 | ±47.000      | 2025 | 45.100       |
| 1994 |              | 2002 |              | 2010 |              | 2018 | ±50.000      |      |              |
| 1995 |              | 2003 |              | 2011 | ±25.000      | 2019 | 51.500       |      |              |
| 1996 |              | 2004 |              | 2012 | ±40.000      | 2020 |              |      |              |
| 1997 |              | 2005 |              | 2013 |              | 2021 |              |      |              |

### Deelnemersstatistieken enkelspel
| Jaar | Deeln. hoofdtabel               | Reeks- hoofden                  | Nr. 1 geplaatste speler         | Nr. 1 geplaatste speler         | Laatst toegelaten speler        | Laatst toegelaten speler        | Afmeldingen (van direct toegelaten spelers) |
| Jaar | Deeln. hoofdtabel               | Reeks- hoofden                  | Speler                          | Rang                            | Speler                          | Rang                            | Afmeldingen (van direct toegelaten spelers) |
| ---- | ------------------------------- | ------------------------------- | ------------------------------- | ------------------------------- | ------------------------------- | ------------------------------- | ------------------------------------------- |
| 1990 | 48                              | 16                              | Boris Becker                    | 3                               |                                 |                                 |                                             |
| 1991 | 48                              | 16                              | Sergi Bruguera                  | 8                               |                                 |                                 |                                             |
| 1992 | 48                              | 16                              | Jim Courier                     | 1                               |                                 |                                 |                                             |
| 1993 | 48                              | 16                              | Goran Ivanišević                | 10                              |                                 |                                 |                                             |
| 1994 | 48                              | 16                              | Goran Ivanišević                | 2                               |                                 |                                 |                                             |
| 1995 | 48                              | 16                              | Thomas Muster                   | 3                               |                                 |                                 |                                             |
| 1996 | 48                              | 16                              | Thomas Muster                   | 2                               |                                 |                                 |                                             |
| 1997 | 48                              | 16                              | Thomas Muster                   | 4                               |                                 |                                 |                                             |
| 1998 | 48                              | 16                              | Jevgeni Kafelnikov              | 7                               |                                 |                                 |                                             |
| 1999 | 48                              | 16                              | Jevgeni Kafelnikov              | 4                               |                                 |                                 |                                             |
| 2000 | 48                              | 16                              | Jevgeni Kafelnikov              | 5                               |                                 |                                 |                                             |
| 2001 | 48                              | 16                              | Juan Carlos Ferrero             | 4                               | Daniel Elsner                   | 164                             |                                             |
| 2002 | 48                              | 16                              | Albert Costa                    | 7                               | Alexandre Simoni                | 116                             |                                             |
| 2003 | 48                              | 16                              | Juan Carlos Ferrero             | 2                               | Óscar Hernández                 | 139                             |                                             |
| 2004 | 48                              | 16                              | Rainer Schüttler                | 8                               | Peter Luczak                    | 153                             |                                             |
| 2005 | 48                              | 16                              | Nikolaj Davydenko               | 7                               | Robin Vik                       | 118                             |                                             |
| 2006 | 48                              | 16                              | Nikolaj Davydenko               | 5                               | Răzvan Sabău                    | 131                             |                                             |
| 2007 | 48                              | 16                              | Tommy Robredo                   | 7                               | Paul Capdeville                 | 123                             | ? + 0                                       |
| 2008 | 32                              | 8                               | Andreas Seppi                   | 27                              | Leonardo Mayer                  | 156                             | ? + 1                                       |
| 2009 | 32                              | 8                               | Nikolaj Davydenko               | 11                              | Nicolás Massú                   | 84                              | ? + 3                                       |
| 2010 | Geen ATP-toernooi georganiseerd | Geen ATP-toernooi georganiseerd | Geen ATP-toernooi georganiseerd | Geen ATP-toernooi georganiseerd | Geen ATP-toernooi georganiseerd | Geen ATP-toernooi georganiseerd | Geen ATP-toernooi georganiseerd             |
| 2011 | 28                              | 8                               | Juan Ignacio Chela              | 21                              | Albert Ramos                    | 87                              | ? + 1                                       |
| 2012 | 28                              | 8                               | Philipp Kohlschreiber           | 22                              | Wayne Odesnik                   | 133                             | 11 + 0                                      |
| 2013 | 28                              | 8                               | Philipp Kohlschreiber           | 23                              | Adrian Ungur                    | 96                              | ? + 1                                       |
| 2014 | 28                              | 8                               | Philipp Kohlschreiber           | 25                              | Andreas Haider-Maurer           | 96                              | 5 + 0                                       |
| 2015 | 28                              | 8                               | Dominic Thiem                   | 24                              | Dušan Lajović                   | 84                              | ? + 1                                       |
| 2016 | 28                              | 8                               | Dominic Thiem                   | 9                               | Mischa Zverev                   | 136                             | ? + 0                                       |
| 2017 | 28                              | 8                               | Pablo Cuevas                    | 26                              | Michail Joezjny                 | 88                              | ? + 1                                       |
| 2018 | 28                              | 8                               | Dominic Thiem                   | 8                               | Radu Albot                      | 92                              | ? + 0                                       |
| 2019 | 28                              | 8                               | Dominic Thiem                   | 4                               | Jaume Munar                     | 88                              | ? + 0                                       |
| 2020 | 28                              | 8                               | Fabio Fognini                   | 12                              | Radu Albot                      | 67                              | 11 + 0                                      |
| 2021 | 28                              | 8                               | Casper Ruud                     | 14                              | Pedro Martínez                  | 107                             | 4 + 2                                       |
| 2022 | 28                              | 8                               | Casper Ruud                     | 5                               | Yannick Hanfmann                | 111                             | 4 + 4                                       |
| 2023 | 28                              | 8                               | Tomás Martín Etcheverry         | 34                              | Marco Cecchinato                | 89                              | 4 + 1                                       |
| 2024 | 28                              | 8                               | Sebastián Báez                  | 19                              | Yannick Hanfmann                | 95                              | 2 + 2                                       |
| 2025 | 28                              | 8                               | Aleksandr Boeblik               | 34                              | Thiago Agustín Tirante          | 122                             | 5 + 0                                       |
| Jaar | Deeln. hoofdtabel               | Reeks- hoofden                  | Speler                          | Rang                            | Speler                          | Rang                            |                                             |
| Jaar | Deeln. hoofdtabel               | Reeks- hoofden                  | Nr. 1 geplaatste speler         | Nr. 1 geplaatste speler         | Laatst toegelaten speler        | Laatst toegelaten speler        |                                             |

## Onderscheidingen
In 1997 werd het toernooi door de ATP-profs als beste „World Series“ toernooi onderscheiden. In 2002 werd de Generali Open door de ATP-profs uitgeroepen tot best georganiseerde toernooi in de categorie „International Series Gold“.
In 2016 werd het toernooi door de ATP bekroond met de 25-Year Commitment Award, vanwege het feit dat het toernooi 25 jaar deel uitmaakt van de ATP World Tour. In 2018 werd het toernooi door de ATP onderscheiden met een „Award of Excellence“. Het toernooi won in de categorie “Best Fan-Experience” van 2018.

## Media

### Televisie
In Nederland is het ATP-toernooi van Kitzbühel te zien bij de rechtenhouder Ziggo Sport (beschikbaar voor klanten van tv-aanbieder Ziggo) en betaalzender Ziggo Sport Totaal. Ziggo Sport heeft vanaf de editie van 2021 de tv-rechten in bezit.
In Oostenrijk zijn de televisierechten tot en met 2024 in bezit van commerciële zender ServusTV.

## Trivia
- Tijdens de kwartfinale van 2004 tussen Nicolás Massú en Mariano Zabaleta werd de langste twee-sets wedstrijd ooit gespeeld op de ATP-tour. Nicolás Massú won met 7-6(4), 7-6(6) na 2 uur en 52 minuten. Naar verluidt was het die dag 39 graden Celsius.[67]
- In de 2e ronde van 2004 werkte Rainer Schüttler 10 wedstrijdpunten (2 op return) weg om vervolgens Andreas Seppi te verslaan met 3-6, 7-6(13,) 6-0.[68]
- Tijdens het toernooi van 2009 was er vrije entree voor alle bezoekers op alle toernooidagen.[69]
- Het bezoekersrecord staat op 70.000 bezoekers.[70]
- Bij de editie van 2019 werd er op de woensdag een speciale 'avondsessie' (vanaf 19:30) georganiseerd, om de eerste wedstrijd van de thuisfavoriet Dominic Thiem primetime te kunnen beleven.[71]